# フレーミング (野球)
フレーミング（Catcher Framing）とは野球における捕手の捕球技術のひとつ。ストライクゾーンぎりぎりの投球、いわゆる「際どいボール」を捕球動作や捕球体勢などを工夫することによって審判に「ストライク」と判定させる捕球技術である。フレーミングによって生じる得失点差は捕手のほかの守備要素と比較して最も大きく、捕手の守備能力の中で最も重要なものといえる。

## 定義
規則上明確に定義付けられているものではないが、メジャーリーグベースボール（MLB）の公式サイトでは「Catcher framing is the art of a catcher receiving a pitch in a way that makes it more likely for an umpire to call it a strike -- whether that's turning a borderline ball into a strike, or not losing a strike to a ball due to poor framing.（フレーミングとは、ゾーンぎりぎりの球をストライクにしたり、下手な捕球によってストライクゾーン内の球をボールにされることを防いだりして、球審がストライクと判定する可能性を高める捕球技術）」と説明されている。また、フレーミングに見識が深くプロ球団での指導やNPB審判団への説明さえも任された経験を持つキャッチングコーディネーター・緑川大陸によると、動作としては「ボールの軌道上にミットを入れて、ボールの進行方向から逆にアプローチすることでミットが流れることを防ぎ、いいポイントで捕球すること」であり、「投球に対してミットが負けない、流されないよう、球の軌道に沿って捕球する技術」とされる。
なお、フレーミングと同様の捕球技術は旧来からあったとされ、日本では1990年代後半から古田敦也により目立つようになってきたという。

## 意義

### 得点価値
フレーミングによって生じる得失点差は1シーズンで30 - 40点に達するとされ、盗塁阻止やブロッキング、フィールディングなど捕手の他の守備要素と比較しフレーミングは得失点差で大きな差が生まれるため、フレーミングは捕手の守備能力の中で最も重要であるといえる。実際に2019年のMLBではフレーミングによって生じた得失点差はトップ選手と最下位の選手の間で40.4点におよぶ一方で、その得失点差がブロッキングでは14.3点、スローイングでは8.0点に過ぎなかった。DELTAの分析によるとNPBでも同様の傾向で、2023年時点において依然として捕手の守備によって生じる得点価値において、フレーミングの影響が大部分を占めるとしている。一方、近年MLBでは審判の判定精度が向上しておりフレーミングによって生み出される得点価値の差は減少している。この傾向がさらに続けばフレーミングの重要性は低下する可能性がある。

### 球審の反応
緑川大陸から実技も交えた説明を受け、フレーミングに対してより理解を深めたNPBの現役審判団は、フレーミングについて「12球団すべてに取り組んでほしいと思うし、緑川さんにももっと世の中に発信してほしい」と絶賛するなど、肯定的な見方を示している。

## 各球団の取り組み
NPB球団や現役選手たちの間においてもフレーミングに対する意識や取り組みの高まりがみられ、2019年時点においては「最近ではどの捕手も意識してやっている」という声もある。
たとえば東京ヤクルトスワローズの中村悠平は、2023年春季キャンプ中にコーチの嶋基宏や、臨時コーチの古田敦也に指導を受けながらフレーミングの向上に取り組んでいる。DELTAの分析によると2023年シーズン12球団トップの成績だった。
また、福岡ソフトバンクホークスはキャッチングコーディネーター・緑川大陸をプロ未経験にもかかわらずキャッチャーコーチとして2023年秋季キャンプに招聘した。なお、チームの正捕手である甲斐拓也はチームに先んじて2023年WBCに向けて2022年オフにフレーミングの特訓のために前述の緑川を招き入れて特訓している。DELTAの分析によると実際に2023年シーズンには甲斐拓也のフレーミングに改善が見られたという。読売ジャイアンツに至ってはフロントの幹部までがフレーミングを認識しており、大塚球団副代表が自チームの小林誠司について「データ上では12球団の捕手でトップだった」とコメントした。DELTAの分析によると2023年シーズンにおいても同球団所属の大城卓三が12球団で3位の好成績を残している。このように各球団ともフレーミングを重要技術として取り入れている。

## 国際試合
2000年代頃より国際試合において「マナー違反」であるとして問題視されるようになったとされる。一方で、2023年WBCの日本代表には、中村悠平、大城卓三、甲斐拓也という上述のようにフレーミングに取り組んでいるまたはフレーミングで高い成績を残している3名が捕手として選出され試合に出場したが、フレーミングに関して特に問題は指摘されていない。